# Sacra Cintola

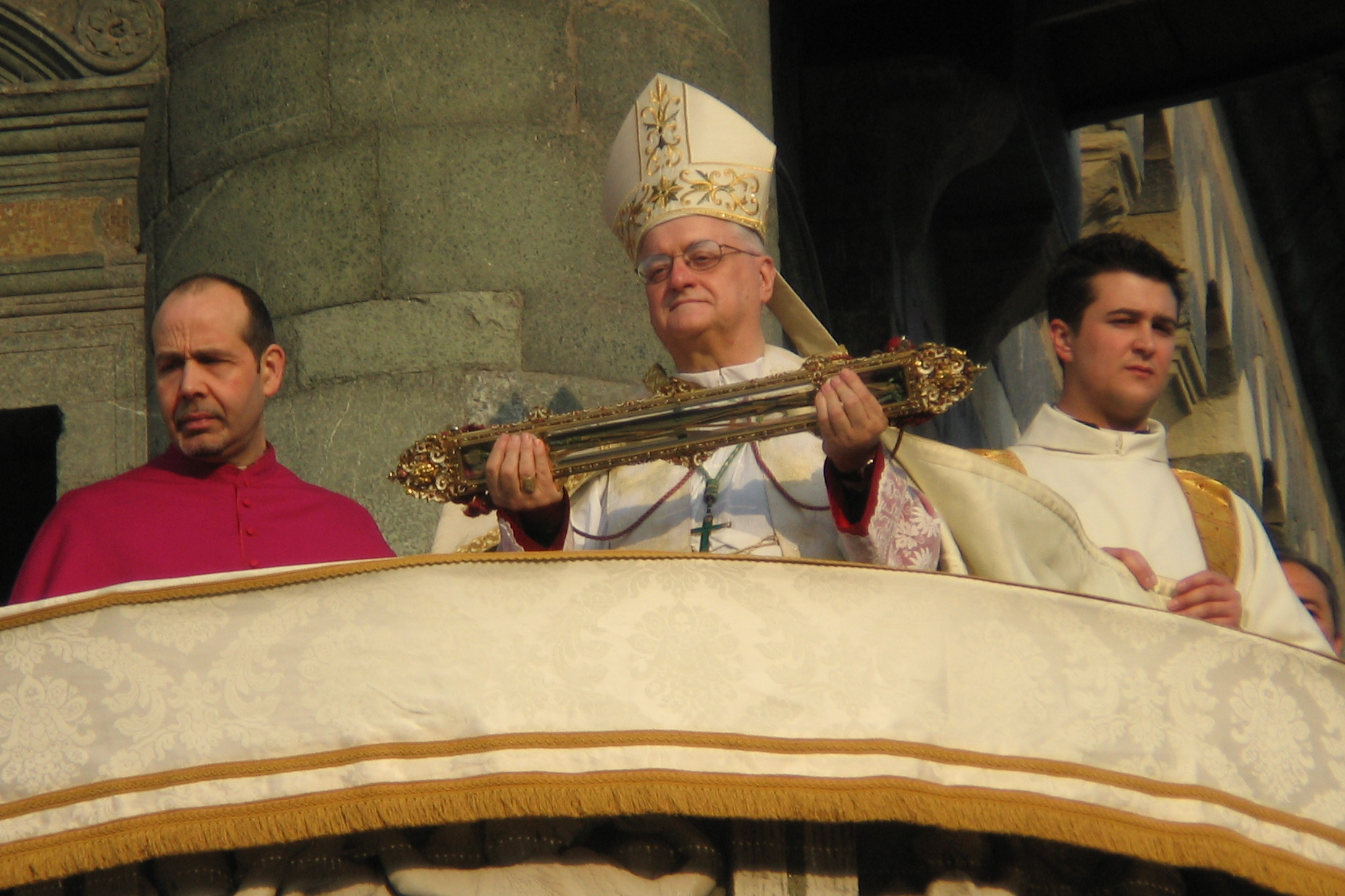
Il vescovo emerito di Prato Gastone Simoni ostende la Sacra Cintola dal pulpito del Duomo di Prato

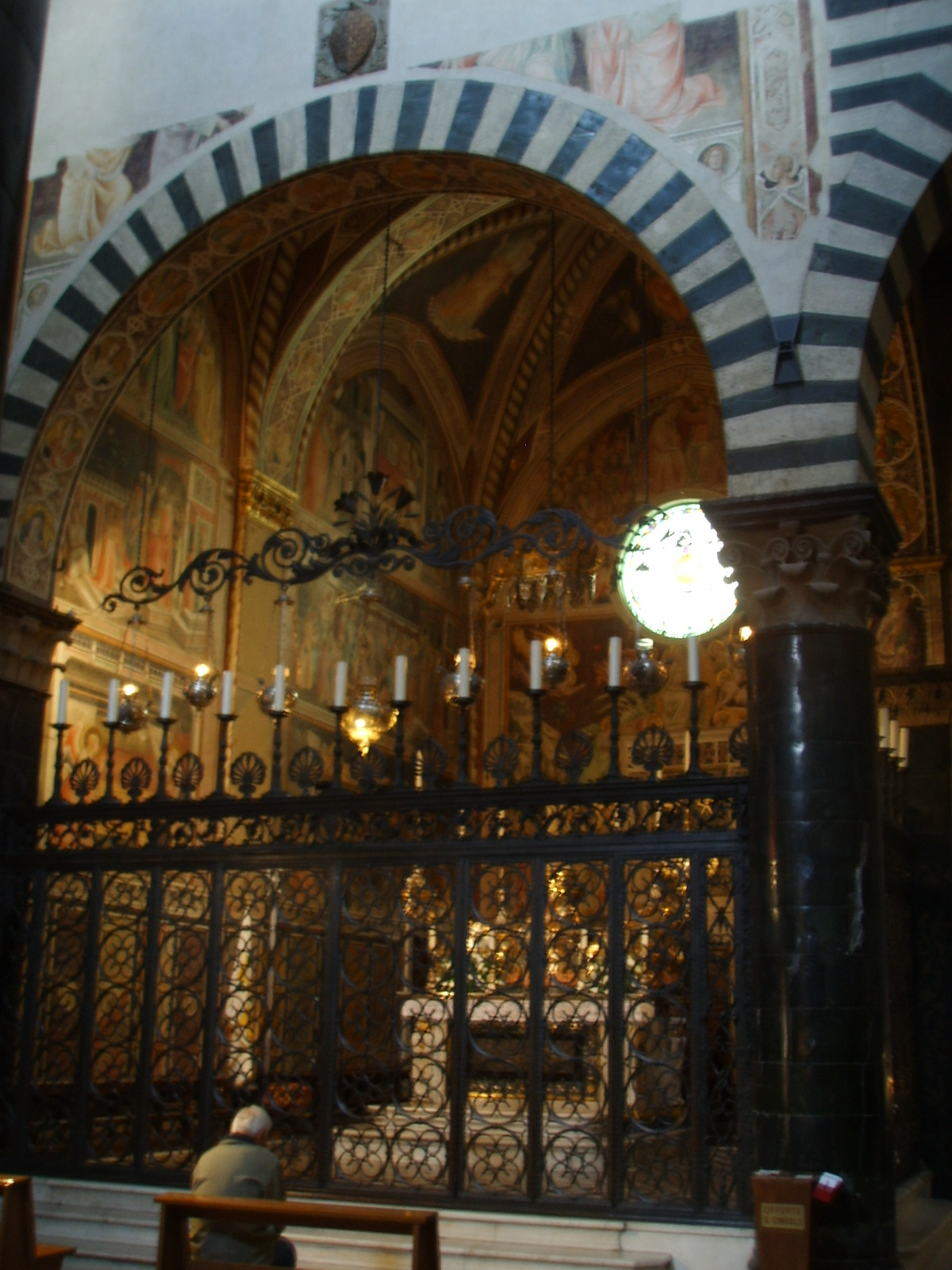
La Cappella del Sacro Cingolo nel Duomo di Prato

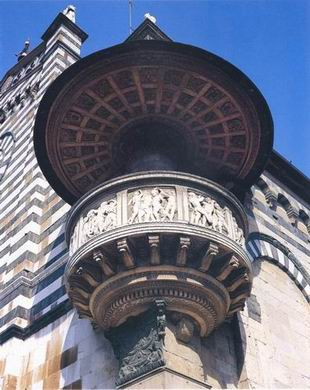
Pulpito di Donatello

La Sacra Cintola, chiamata anche Sacro Cingolo (o Cinghio), è considerata la cintura della Madonna ed è la reliquia più preziosa di Prato, fulcro della religiosità cittadina. È custodita nell'omonima cappella del Duomo e l'8 settembre, Natività di Maria, viene esposta con particolare solennità durante il Corteggio Storico.
La Sacra Cintola è una sottile striscia (lunga 87 centimetri) di lana finissima di capra, di color verdolino, broccata in filo d'oro, gli estremi sono nascosti da una nappa su un lato e da una piegatura sul lato opposto (tenute da un nastrino in taffetà verde smeraldo), che la tradizione vuole che appartenesse alla Vergine Maria, che la diede a San Tommaso come prova della sua Assunzione in cielo.
La cintola è un bene di tutta la città di Prato da quando nel 1348, si è stabilito che fosse di proprietà per 2/3 del Comune e per 1/3 della Diocesi, tre infatti sono le chiavi per aprire la custodia sotto l'altare: due detenute dal Comune ed una dalla Diocesi.
La reliquia è ancora conservata nella Cappella del Sacro Cingolo, affrescata interamente da Agnolo Gaddi con le Storia di Maria Vergine e della Cintola stessa. Sopra l'altare settecentesco dove viene conservata la reliquia è collocata la piccola ed elegante statua della Madonna col Bambino, opera di Giovanni Pisano (1301).

## Storia

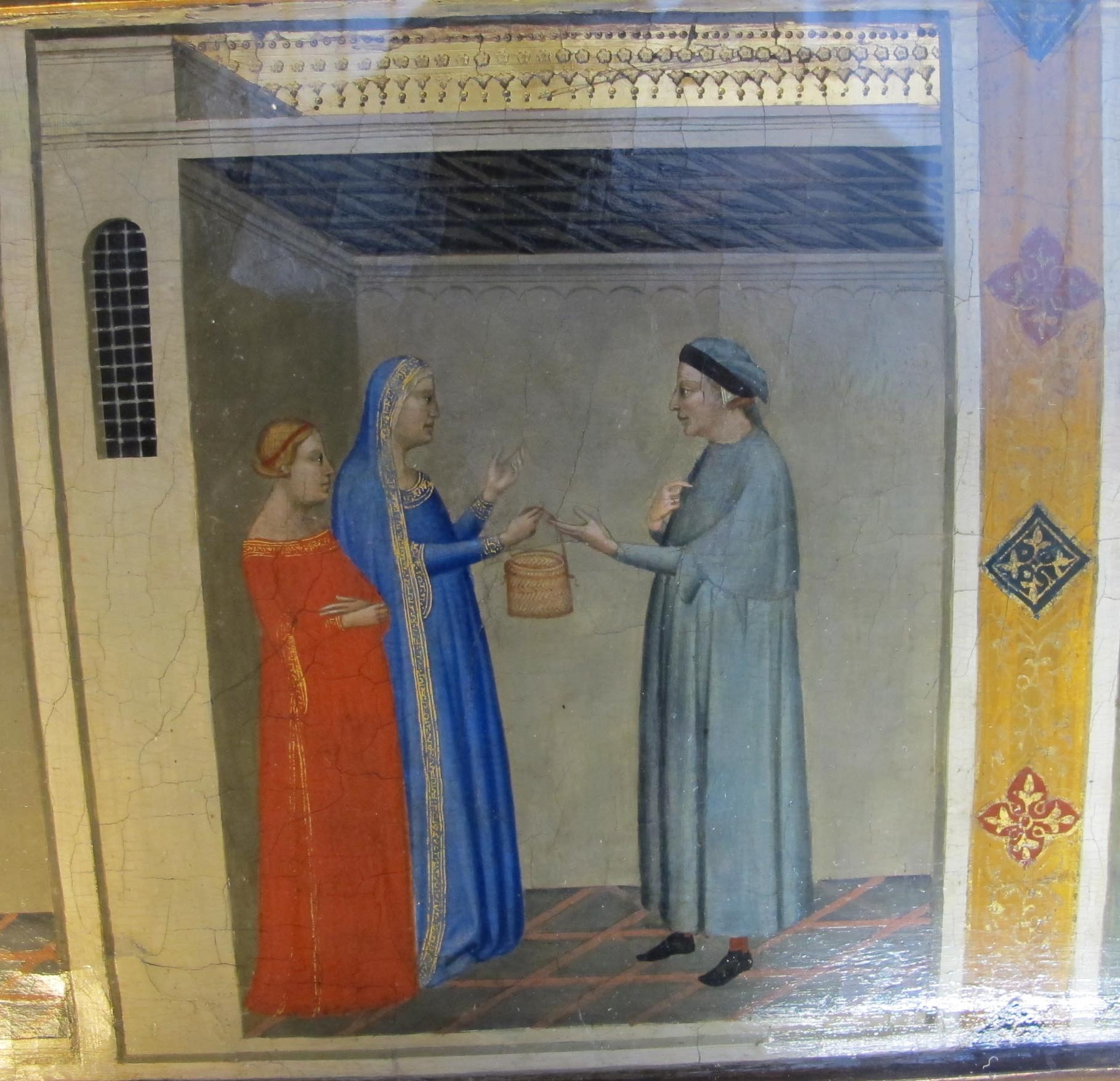
Bernardo Daddi, Michele Dagomari riceve in dote la sacra Cintola

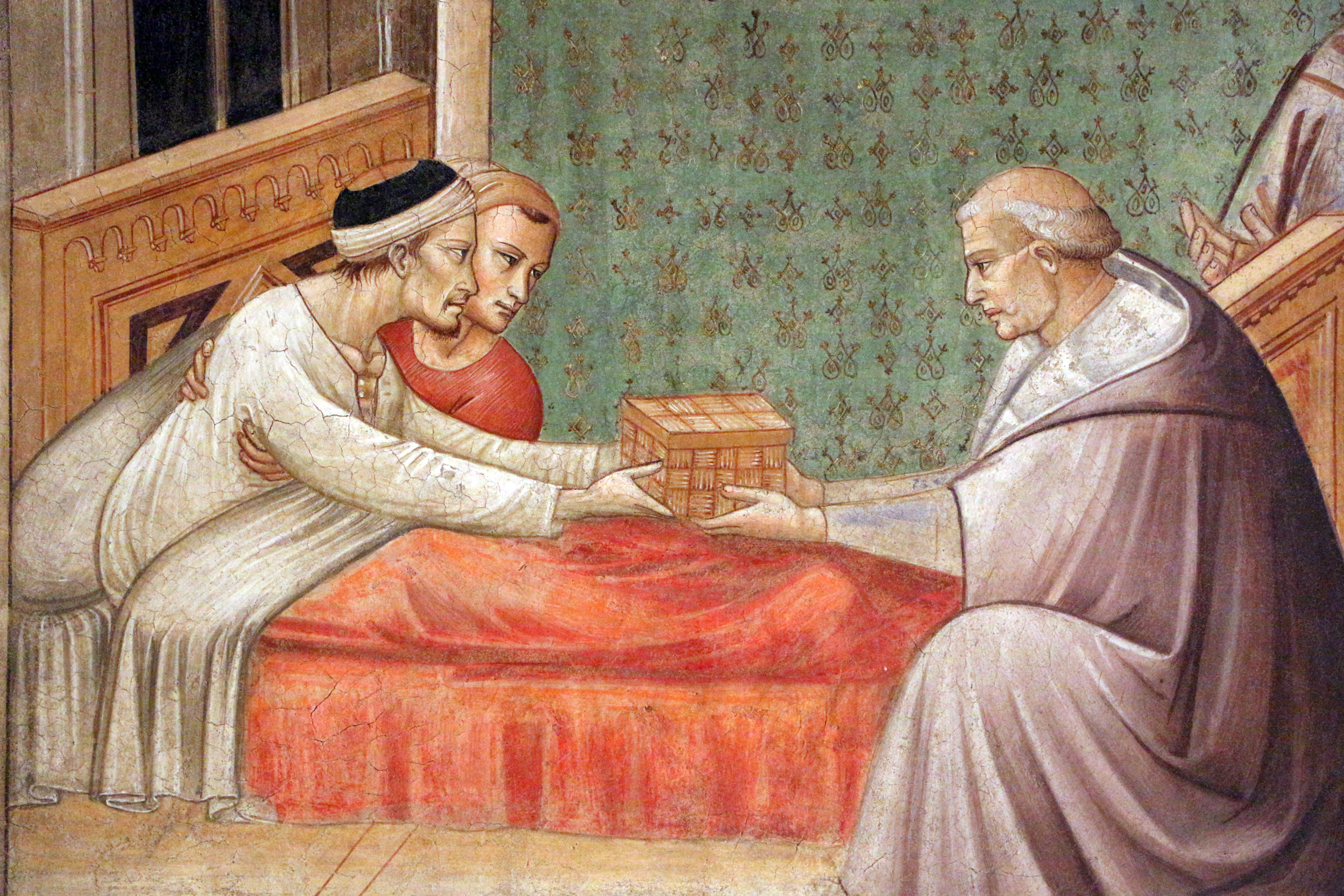
Bernardo Daddi, Michele Dagomari, in punto di morte, affida la Cintola al rettore della pieve di Prato

Secondo la tradizione, San Tommaso, incredulo dell'assunzione in cielo della Madonna, volle aprirne il sepolcro ma vi trovò solo la cintura del suo abito, lasciata da Maria per confortare la sua fede. L'evento viene rappresentato simbolicamente in moltissime pale d'altare di cappelle dedicate a San Tommaso mostrando la Madonna che sale al cielo e la cintura che pende verso San Tommaso sembra simboleggiare il legame fra l'uomo e la Vergine. Tommaso, prima di partire per le Indie, affidò la reliquia ad un sacerdote di rito orientale, e da qui iniziò la trafila dei vari passaggi di mano, fino a quando non giunse in possesso di Michele Dagomari da Prato, mercante in soggiorno a Gerusalemme nel 1141, in dote per il matrimonio con la figlia Maria discendente del sacerdote che l'aveva in custodia.
Michele nello stesso anno tornò in patria portando con sé la reliquia e la ripose in una cassapanca. Per custodirla meglio, decise di dormirci sopra ogni notte con grande sdegno dei religiosi quando vennero a saperlo. Nel 1173, in punto di morte, Michele rivelò l'importanza del suo tesoro e lasciò la reliquia nelle mani del magistrato civile e del preposto. L'anno dopo venne portata in duomo con una solenne processione e riposta all'interno dell'altare maggiore. In seguito a tale evento si avviarono una serie di trasformazioni e ampliamenti della chiesa fino a raggiungere l'aspetto odierno.
A seguito di un tentativo di furto da parte di un pistoiese nel 1312, quand'era conservata ancora nell'altare maggiore, venne espropriata dal Comune e dalla Cittadinanza al controllo ecclesiastico diretto (attualmente solo una delle tre chiavi che la custodiscono è del vescovo) e posta all'ingresso del Duomo di Prato. Successivamente venne costruita una Cappella apposita sul fianco sinistro della chiesa, all'altezza della facciata. Più in generale, l'intero Duomo subì per questo parecchie modifiche fino al XV secolo.

### Il furto della reliquia

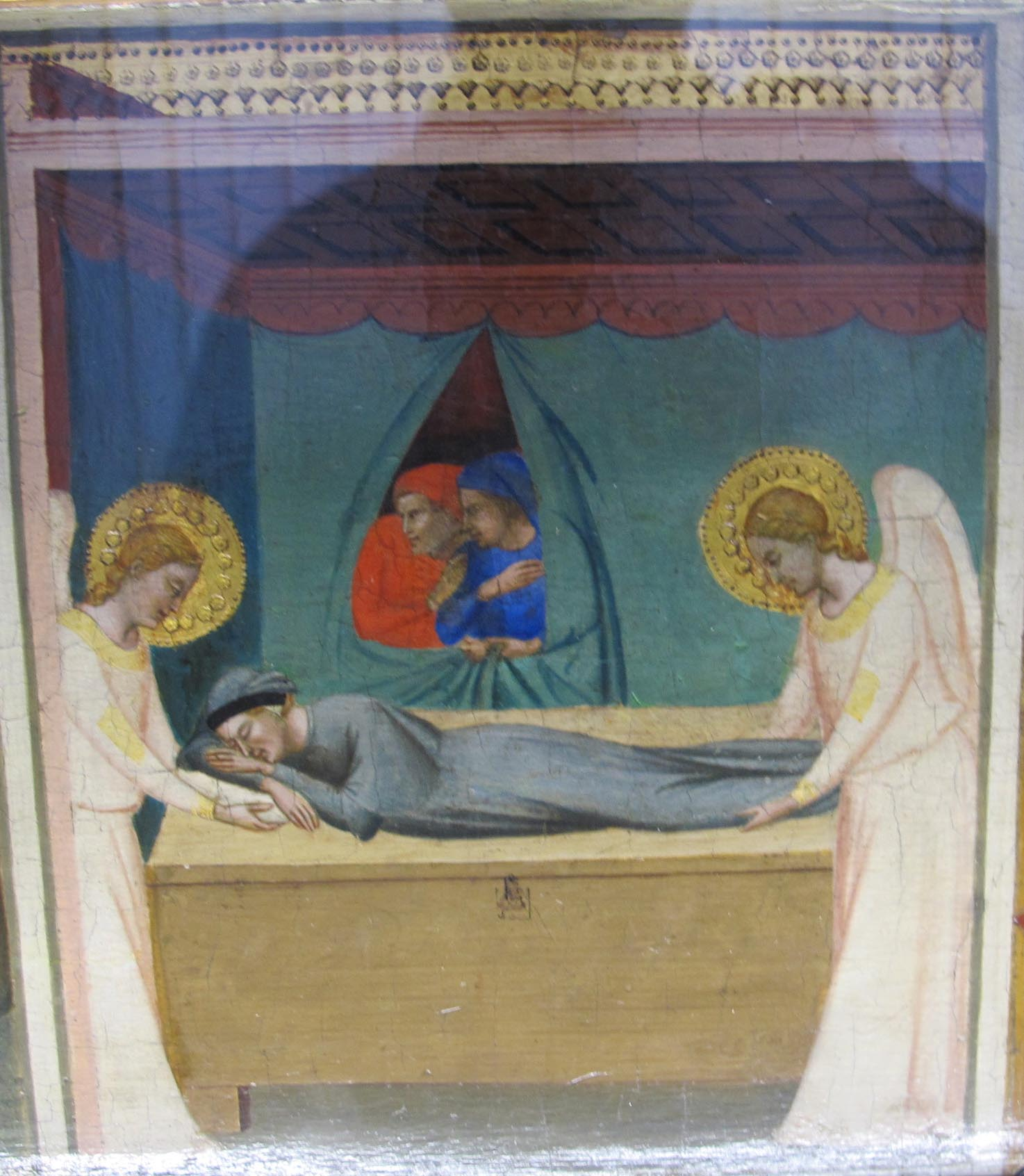
Bernardo Daddi, Michele Dagomari, vegliato dagli angeli, dorme sulla cassa che contiene la reliquia per proteggerla da furti

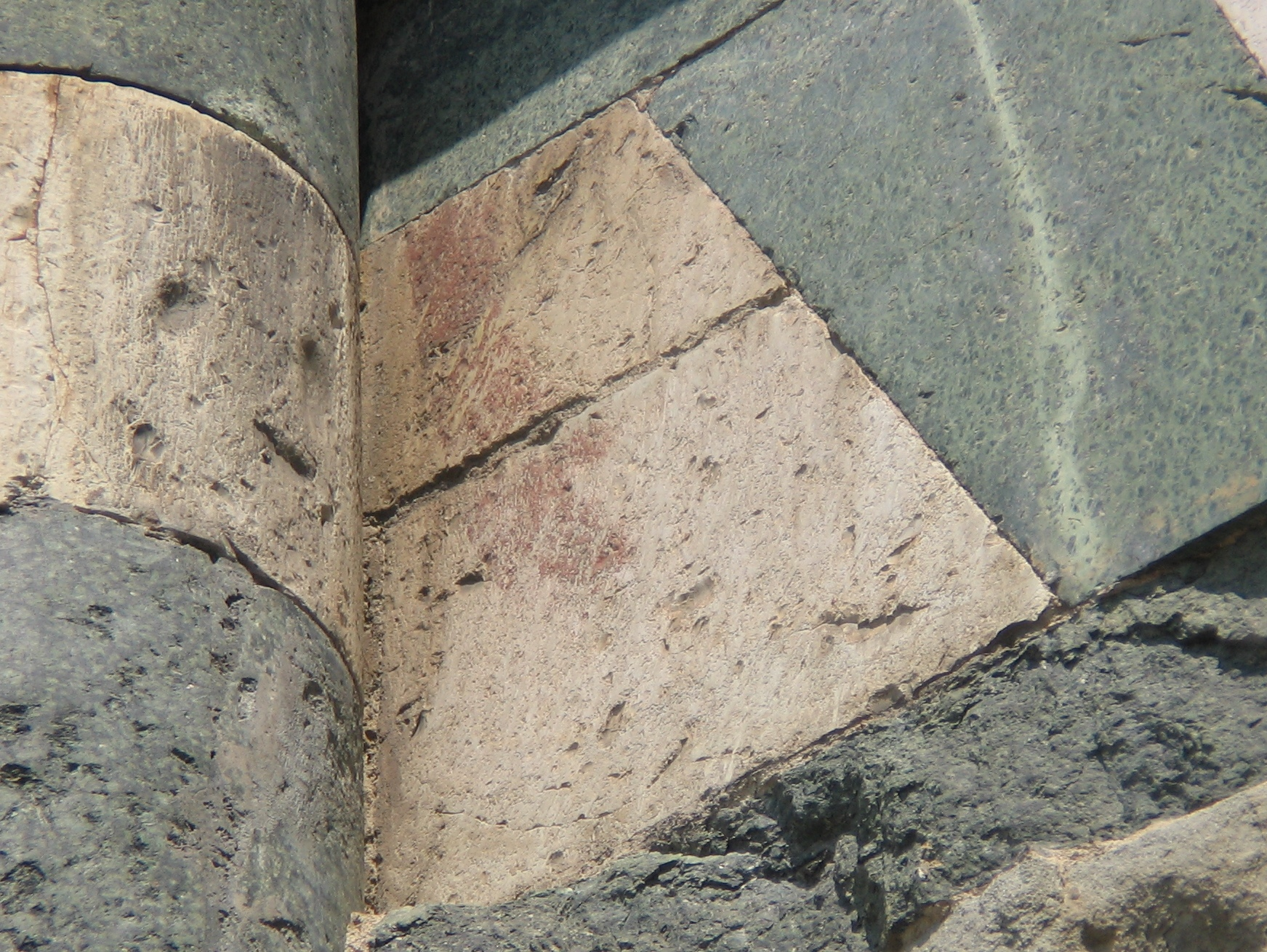
La cosiddetta impronta della mano di Musciattino sul fianco sinistro del Duomo

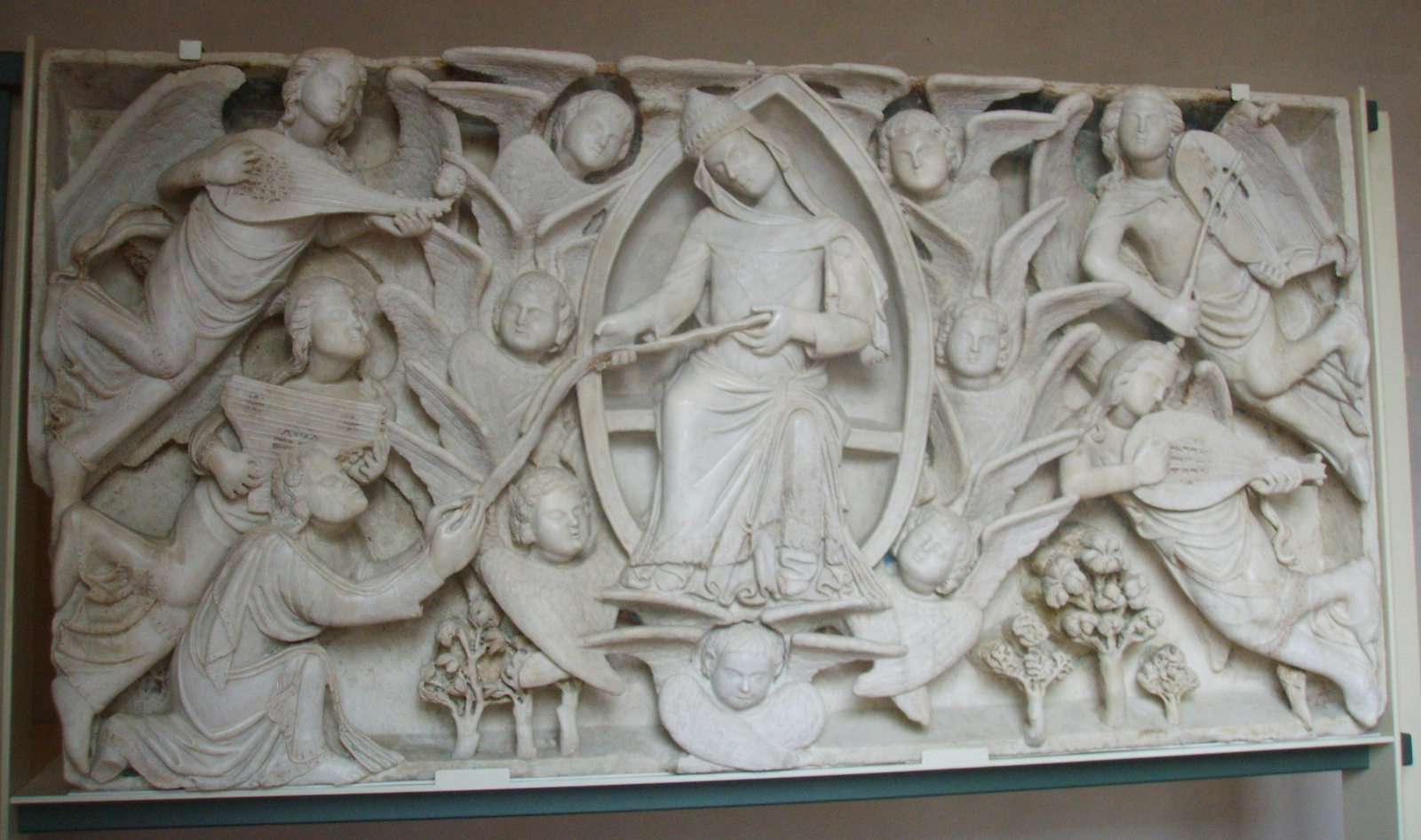
Niccolò di Cecco del Mercia, Assunta che dà la Cintola a San Tommaso, Museo Diocesano di Prato

La leggenda narra che il canonico, chierico secolare, Giovanni di ser Landetto da Pistoia, detto "Musciattino" abbia tentato di impadronirsi della reliquia della Sacra Cintola, per portarla nella propria città, il 28 luglio 1312. Quando però uscì da Prato, si perse nella nebbia che avvolgeva la campagna circostante e, senza rendersene conto, tornò al punto di partenza. Credendo di essere giunto a Pistoia, gridò alle porte della città: "Aprite, aprite Pistoiesi: ho la Cintola de' Pratesi!".
Secondo le cronache riportate sui documenti conservati nell'archivio comunale, il ladro venne così catturato dai canonici del Capitolo, processato sommariamente fu condannato al taglio della mano destra, e dopo essere stato legato alla coda di un asino e trascinato sul greto del fiume Bisenzio,  venne arso vivo al rogo, dopodiché i resti del suo corpo furono buttati nel fiume.
La sentenza di condanna pronunciata il 28 luglio 1312 riportava testualmente:
"…et predicta fecit per furtum et robariam et majus sacrilegium committendo contra honorem et reverentiam Dei et beate Virginis Marie et dicte cinture et ecclesie, et contra honorem et statum et in pregiudicium comunis et populi terre Pratiet in diminutionem, detractionem et damnum et in vituperium honoris et jurisdictionis et gratie multorum honorum que provenerunt et proveniunt et provenire possunt comuni et populo terre Prati occasione dicte cinture." Venne applicata questa terribile punizione perché il furto fu considerato dal popolo, un reato politico, perpetrato non tanto "contro la riverenza di Dio e della beata Vergine Maria", quanto "contro il bene pubblico, ed in pregiudizio del Comune e del popolo della Terra di Prato". La sua sottrazione avrebbe intaccato infatti il prestigio e la specificità della città. L'origine del ladro e la destinazione della reliquia fecero pensare alle due potenti città vicine e nemiche di Prato, ossia Pistoia e Firenze.
Secondo la tradizione popolare, si narra inoltre, che, dopo che gli fu mozzata la mano, la folla inferocita abbia scagliato l'arto tagliato verso la chiesa ("tirata, dopo l'esecuzione, or qua, or là dal popolo per dispregio"), cosicché esso abbia lasciato su una pietra del Duomo, una macchia di sangue a forma di mano.
Tale segno è visibile ancora oggi, sulla pietra di marmo dell'angolo in alto a sinistra dello stipite della seconda porta (quella più vicina al campanile) del fianco destro del Duomo.
Presumibilmente ad aver commissionato il furto fu invece Firenze (eterna rivale insieme a Pistoia), che oltre ad ambire ad un tesoro così importante, mirava a controllare Prato, che proprio grazie alla Sacra Cintola e ai pellegrinaggi, stava diventando sempre più importante, crescendo sia a livello economico che politico.
Sta di fatto, che tra storia e leggenda, la vicenda di Musciattino è rimasta viva nei secoli a ricordare il significato emblematico che la reliquia del Sacro Cingolo ha avuto e ha per la comunità pratese.

### La rivolta del 1787
Dopo il Sinodo di Pistoia di impronta giansenista del 1786, ci fu un tentativo da parte del vescovo di Prato e Pistoia Scipione de' Ricci di contrastare il culto delle reliquie. In particolare a Prato la curia episcopale progettava di rimuovere dalla Cattedrale l'altare dedicato al Sacro Cingolo della Vergine: la notizia, diffusasi nella primavera del 1787, provocò un forte tumulto popolare. La notte del 20 maggio 1787 la popolazione di Prato insorse, la Cattedra episcopale fu smantellata e gli insorti non risparmiarono nemmeno il palazzo vescovile che, assaltato, subì notevoli danni. Solamente l'intervento delle truppe granducali riportò la calma, evitando che l'opposizione al vescovo Ricci potesse degenerare in una più ampia insurrezione politica.

## L'ostensione

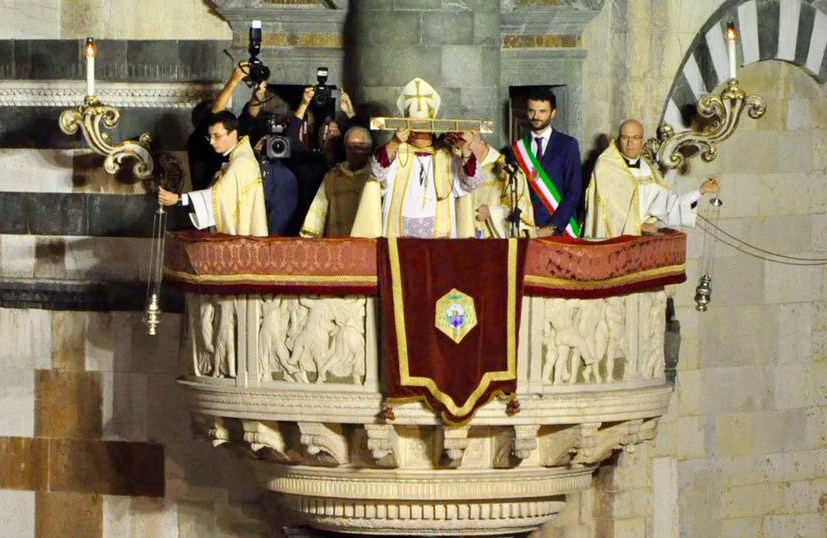
La solenne ostensione durante il Corteggio Storico del 2018

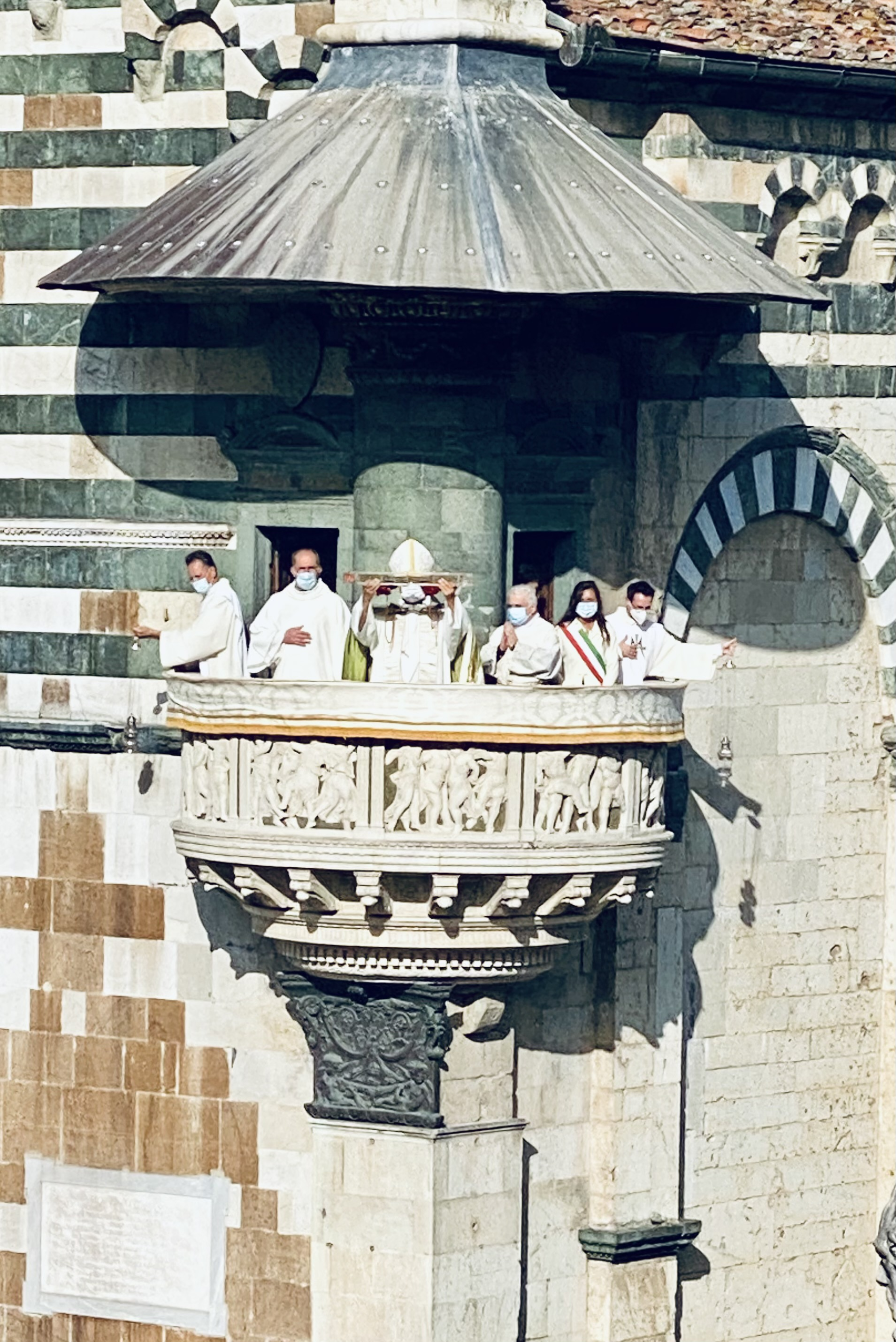
Il vescovo Giovanni Nerbini mostra la cintola durante l'ostensione del 15 agosto 2021

La pubblica ostensione è citata per la prima volta in uno statuto del Comune di Prato del 1276-1279 al fine di regolarne l’ostensione pubblica in occasione della Pasqua e della Natività di Maria (8 Settembre).
Uno statuto del 1297 conferma il desiderio di esercitare uno stretto controllo sulla reliquia, stabilendo che nessuno dovesse avvicinarsi a meno di tre braccia durante l'ostensione. Attualmente la Cintola viene mostrata ai fedeli, seguendo un preciso protocollo, cinque volte l'anno (8 settembre, Natale, Pasqua, primo maggio, 15 agosto) dal Pulpito di Donatello appositamente costruito sull'angolo destro della facciata della Cattedrale.
La storia narra, come già detto in precedenza, che la Cintola venne donata alla pieve nel 1172, e che dopo un primo periodo di scetticismo, durante il quale venne tenuta nascosta, alla luce di vari "prodigi" avvenuti, venne mostrata al culto dei fedeli, e ben presto fu considerata il tesoro più prezioso dell’intera cittadinanza, tanto che la sua ostensione pubblica, dentro e fuori della chiesa, era regolata non soltanto dall'autorità religiosa, ma anche da quella civile, gli statuti del comune prevedevano infatti precise norme per la conservazione e l’ostensione, e le chiavi per estrarre la cintola dall'altare, erano ripartite, come ancora oggi, fra le due autorità.
Gli statuti del 1297, ad esempio, vietavano di avvicinarsi a meno di tre braccia dal prelato che portava la Sacra Cintola durante l'esposizione, e stabilivano la presenza delle massime magistrature cittadine all’estrazione della reliquia dall’altare ed alla sua ostensione dimostrando in questo modo l'inscindibilità dell'aspetto civile e religioso
Si deve alla volontà popolare l’ampliamento dell’antica pieve per dedicare uno spazio idoneo alla conservazione della reliquia. Fra il 1290 ed il 1336, fu creata la nuova grande piazza davanti all’attuale facciata, abbattendo molti edifici (fra cui il vecchio battistero posto di fronte alla pieve, alcune antiche dimore comunali, ed abitazioni di privati), comunicante con l’antica piazza della pieve situata lateralmente, dalla parte del campanile.
La tradizione che perdura ancora oggi, di mostrare per tre volte la reliquia, entrando e uscendo dalle porte del pulpito di Donatello, deriva dall’uso di mostrare più volte la reliquia ai fedeli raccolti dentro e fuori della chiesa, affacciandosi rispettivamente all’esterno e all’interno dell’antico pulpito precedente a quello attuale, che si trovava sulla facciata laterale in prossimità del campanile.
Alla fine del rito dell’ostensione del 25 dicembre, l’antica tradizione pratese prevede un singolare “passaggio di consegne” tra la solennità del Natale e quella di Santo Stefano, patrono della Diocesi e della Città di Prato. Nella Cappella del Sacro Cingolo, il Vescovo e il clero dismettono le vesti bianche e indossano quelle rosse che la liturgia prevede per la festa dei martiri. In processione viene portata all’altare maggiore la reliquia del cosiddetto “Sasso” di Santo Stefano, che la tradizione vuole sia una delle pietre usate per lapidare il santo patrono.

### Le date
Oggigiorno, essa viene mostrata pubblicamente (Ostensione) cinque volte all'anno, cioè:
- Natività di Maria (8 settembre), con particolare solennità[1] durante il Corteggio Storico
- Pasqua (tra il 22 marzo ed il 25 aprile)
- Natale (25 dicembre)
- mese dedicato al culto di Maria (1º maggio)
- Assunzione di Maria (15 agosto)

## La teca

### XI secolo: il cestino di giunchi

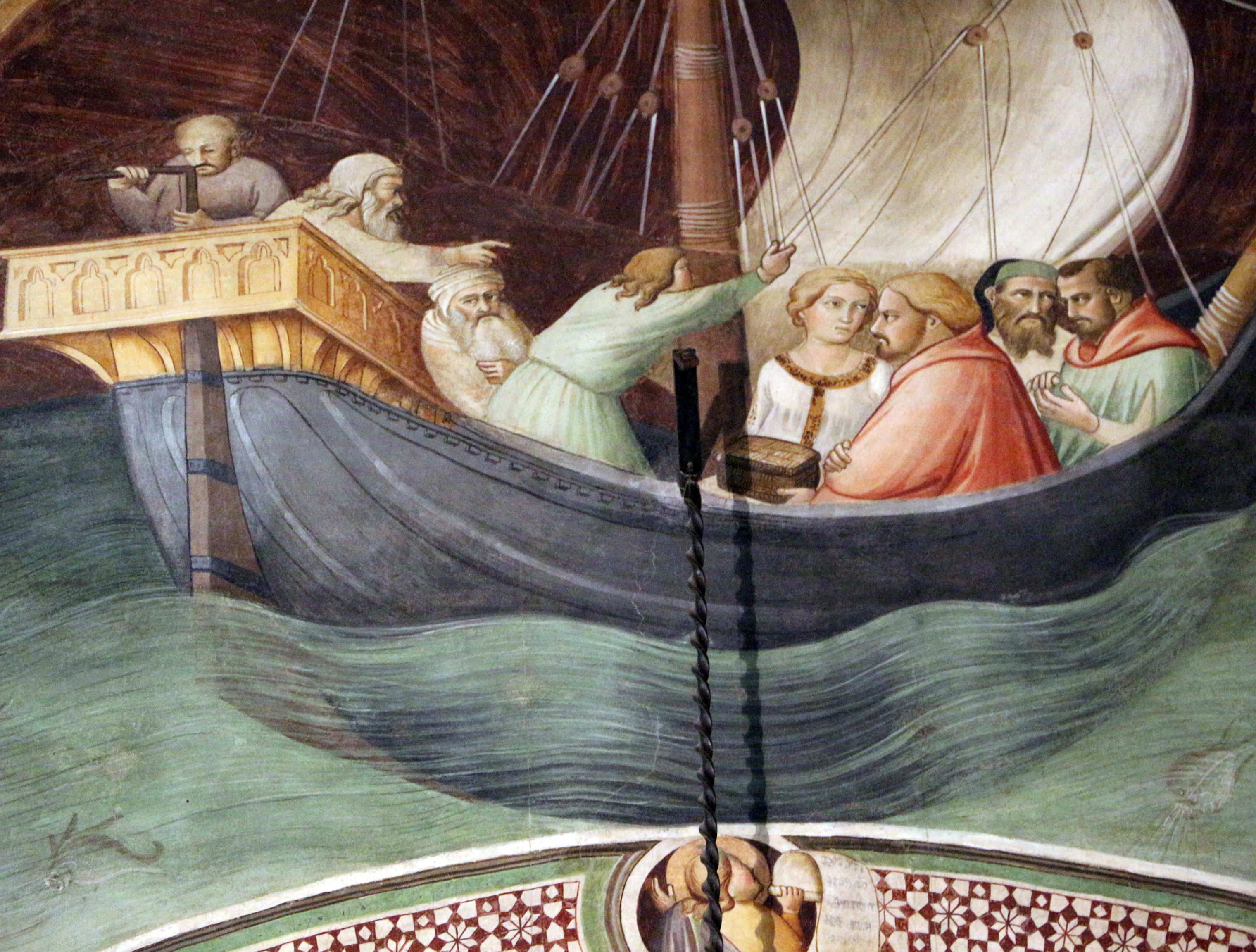
Agnolo Gaddi, particolare dell'affresco che raffigura la prima teca, Cappella del Sacro Cingolo

Il primo contenitore per la sacra Cintola sembra essere stato un cestino di giunchi, nel quale, secondo la tradizione, la reliquia giunse a Prato. È raffigurato più volte sia nella predella di Bernardo Daddi (1338) che nel ciclo degli affreschi della cappella, di Agnolo Gaddi. Questo oggetto di modeste dimensioni, è stato conservato insieme ad altre reliquie ed è annoverato in alcuni inventari: nel 1413 si descrive: “una capsectina d’abete coperchiata drentovi la sporta in che venne la cintola di Nostra Donna, involta in uno velo"; nel 1438 e nel 1477, si nomina una cassettina “quasi novam” che contiene la cesta; nel 1645 si dice che era ancora conservata nell’altare; dopo di che se ne perdono le tracce.

### XIV secolo: la cassetta in avorio
Sembra invece che il primo reliquiario pratese, della seconda metà del XIV secolo, sia una cassettina in avorio dove la cintola veniva riposta avvolta in un velo. In un documento del 1312 si legge: “ vasellum eburneum ubi consuevit stare et conservari dicta cintura “
Il 4 aprile 1395 quando fu traslata in una nuova cappella, si legge che la reliquia veniva riposta “ in capsectina eius solita eburnea” a sua volta collocata “ in capsecta lignea ferrata “ a sua volta posta dentro il nuovo altare chiusa con uno sportello di legno rivestito in ferro, provvisto di quattro chiavi ripartite fra clero ed autorità civili.
Ed ancora nel 1446 lo sportello viene rifatto in bronzo “bene e ottimamente gangherato”, e la cassettina d’avorio viene rinchiusa in un “forzierino” di bronzo con doppia chiusura.

### XVI secolo: la capsella di Maso di Bartolomeo

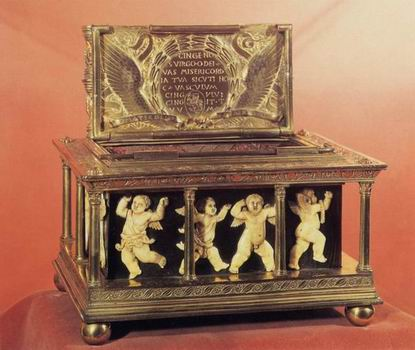
Maso di Bartolomeo, Capsella della Cintola, Museo Diocesano di Prato

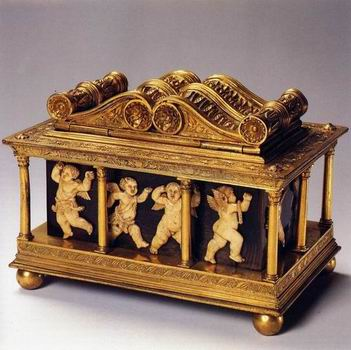
Maso di Bartolomeo, Capsella della Cintola, Museo Diocesano di Prato

Sempre nel 1446, furono commissionati un nuovo sportello ed un nuovo reliquiario a Maso di Bartolomeo, collaboratore di Donatello, che realizzò un vero capolavoro di oreficeria, la piccola Capsella della Sacra Cintola , che ha ospitato la reliquia fino al 1633.
Si tratta di un prezioso scrigno in rame dorato, corno e avorio, su intelaiatura lignea, che rielabora il motivo donatelliano della danza di putti tra le colonne di un tempietto, con coronamento a robuste volute di gusto brunelleschiano. La precocissima assenza di caratteri gotici, ne fa probabilmente il primo manufatto di oreficeria totalmente rinascimentale.
Questo prezioso cofanetto, restaurato nel 1572 ad opera di Francesco di Noferi, orefice in Prato, è stato utilizzato fino a quando, nel 1632 viene notato:
“che la reliquia santissima del preciosissimo Cingolo della beata Vergine Maria in qualche parte si va recidendo, il che viene causato quando si fa la demostratione di essa nello spiegarla e ripiegarla, et ancora si va consumando nel farvi toccar sopra corone et altro”
viene così ordinata la realizzazione di un altro contenitore.
dal 1633 in questo cofanetto, conservato nell’altare, fu posta l’antica cestina di giunchi marini di cui successivamente si perde traccia.

### XVII secolo: la cassetta in argento

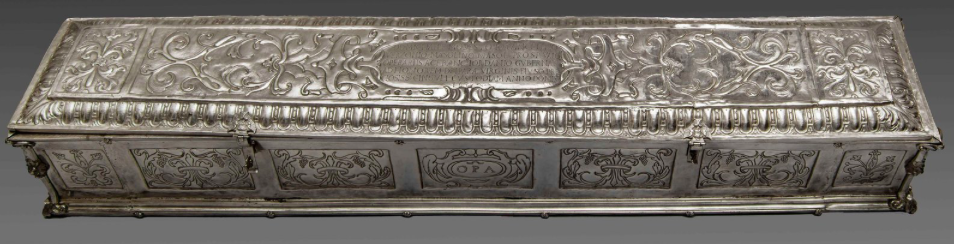
Bottega di Salvestro Mascagni, 1633, Museo Diocesano di Prato

Nel 1633 viene realizzata nella “Bottega di Salvestro Mascagni, orafo in Firenze”, dai suoi successori (forse dall’argentiere Bastiano Guidi), una cassetta d’argento “lunga quanto il preciosissimo Cingolo” dove poterla riporre senza piegature, la cassetta è lunga un braccio e un quarto, è alta un quarto, realizzata in lamina d’argento lavorata a sbalzo, bulino e cesello, con parti in fusione.
Venne inoltre realizzata anche una cassetta di “rame inargentato”, di maggiori dimensioni, dove riporre la cassetta d’argento.
Ma anche questa aveva l’inconveniente, già lamentato in precedenza, che, per ogni ostensione la reliquia doveva essere tolta dal suo contenitore, mostrata prendendola con le mani, e poi riposta.

### XVII secolo: la teca reliquiario

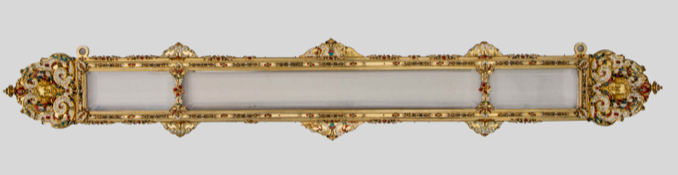
Manifattura Milanese, 1638, Museo Diocesano di Prato

Per ovviare a questo inconveniente, nel 1638 su probabile richiesta del proposto, il cardinale Carlo dei Medici, il granduca approvò l’acquisto di un reliquiario in cristallo da parte dell’Opera, mentre il segretario di Stato Domenico Pandolfini, si occupò di farlo eseguire per il tramite dell’ambasciatore del Duca di Milano, Alessandro Cella, e fu realizzato il nuovo raffinatissimo reliquiario della lunghezza di 90 cm con pareti in cristallo, dove poter riporre la Cintola ed esporla alla vista dei fedeli senza doverla rimuovere.
Nello stesso anno (1638), sono registrati alcuni pagamenti che riguardano un orafo di Firenze, per aver aggiustato la custodia, ed un ottonaio
“ per haver fatto una chiavicina d’ottone allo scatolino dove si dovevano rinchiudere le nappe e bottoni levate dalla Cintola”
di questa scatolina e del suo contenuto, però non ne è più stata trovata traccia. Nel 1641 viene effettuato un intervento importante sul precedente reliquiario (la cassetta d’argento del 1633), che non veniva più usato
“accrescere la lunghezza di circa un mezzo braccio, acciò si possa conservarvi dentro, il Sacro Cingolo con la sua detta custodia di cristallo”
modificato nelle dimensioni, ed opportunamente ingrandito, è stato utilizzato, fino ad oggi, come contenitore per riporre il seicentesco reliquiario.
L’opera realizzata a Milano, è in argento dorato, lavorato a fusione e sbalzo, rifinito a bulino e cesello, decorato all’esterno con foglie d’oro lavorate con smalti policromi, fissate alla teca stessa con piccoli perni. completato all’estremità da due ricchi terminali a volute contrapposte portanti al centro un elegante cherubino. Lavorato allo stesso modo sulle due facce, ha forma allungata e sostiene la specchiatura in cristallo molato, suddivisa in tre parti.

#### Il sistema di apertura
Il sistema di apertura della teca, molto ingegnoso, che non presenta serrature visibili, è spiegato in un’iscrizione ottocentesca, posta insieme ad una piccola chiave, in un contenitore d’argento. Vi si legge:
“ la teca nella quale è rinchiuso il santo Cingolo di Maria Santissima, si apre come segue: nella parte posteriore della teca tenuta ritta nel suo piano sono due viti visibili una sopra e l’altra sotto nel mezzo della teca. A sinistra della medesima che è la destra di chi guarda, è una valvula o caterata la quale si spinge al basso per mezzo di una presa o morsa, piccola si ma
visibile, e sotto questa valvula è il foro per il quale si introduce una chiave d’argento dorata, la quale si conserva nella cassa delle reliquie in una scatoletta di ebano. Tolte le viti e abbassata la valvula, introdotta la chiave e girata fino a muovere una molla interna, si alzi dalla parte della chiave il telaio che tiene fermi i cristalli, e la teca è aperta”
la piccola chiave d’argento dorato, con la presa a tre lobi, che si conserva oggi, si dice sia quella consegnata nell’aprile del 1639 al Granduca, che volle fosse tenuta dalla sua consorte, e che poi è stata restituita alla curia e conservata dentro un astuccio nell’altare.

#### Il restauro
Nonostante il restauro effettuato a cura di Giuseppe Landini nel 1707, con l’uso che si è protratto per quattro secoli, una parte consistente delle decorazioni si è staccata ed è andata perduta.
L’uso secolare aveva provocato evidenti danni alle minute decorazioni e per questo si decise per la sostituzione e il restauro. Quest’ultimo è stato curato dall’Opificio delle pietre dure di Firenze e si è concluso nel 2017.  Durante l'intervento si è provveduto, anche mediante l'uso di microlaser, a recuperare le decorazioni rovinate ed alleggerire l'impatto sull'opera di precedenti operazioni di restauro che ne avevano appesantito lo stile.

### XXI secolo: la teca moderna

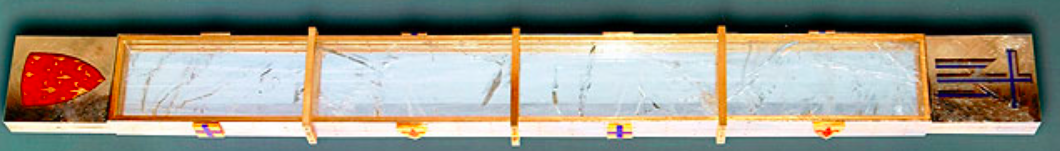
La nuova teca di Paolo Babetto

La nuova teca della Sacra Cintola, realizzata dall'artista orafo Paolo Babetto, uno dei più grandi artisti orafi a livello internazionale, il cui progetto ha previsto la realizzazione di una teca in oro bianco ed argento dorato, con pareti in cristallo di rocca, che, come l’attuale, permette di vedere l’oggetto di culto senza doverlo toccare.
È stato inoltre realizzato anche un contenitore in legno di rosa del Brasile, in sostituzione dell’attuale scatola in argento al cui interno viene oggi custodito il reliquiario seicentesco.
Il nuovo contenitore è per un terzo a carico della Diocesi e due terzi a carico del Comune, (come sancito da Clemente VI, nel 1348).
È stata inaugurata l’8 settembre 2008.

## La venerazione

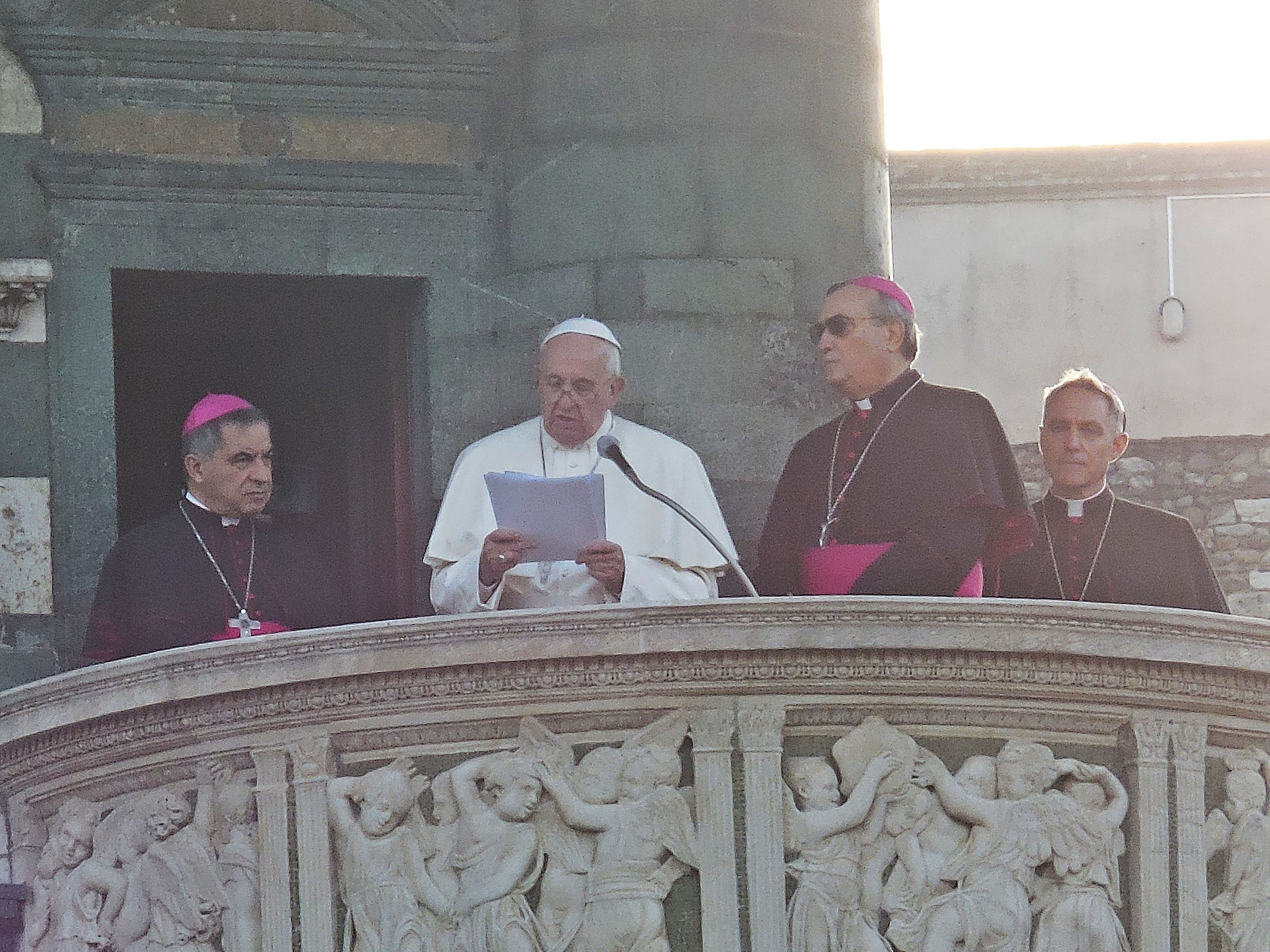
Papa Francesco sul pulpito di Donatello

La Cintola è divenuta un oggetto di venerazione e di culto la cui fama ha oltrepassato le mura cittadine, richiamando fedeli e pellegrini da città e terre anche lontane, fra questi si possono ricordare San Francesco (nel 1212), Alessandro V e il Re Luigi d'Angiò (nel 1409), San Bernardino (nel 1424), il Papa Eugenio IV e l'Imperatore bizantino Giovanni Paleologo (nel 1439), Giovanna d'Austria (nel 1565), Maria de' Medici (nel 1600), il Papa Pio VII (nel 1804 e nel 1815), il Papa Pio IX (nel 1857). Infine, venendo ai giorni nostri, dal Papa Giovanni Paolo II che durante la sua visita il 19 marzo 1986, affermò: “Città e tempio crebbero insieme. La chiesa, incardinata nel tessuto urbano, fu il centro non solo culturale e religioso, ma anche morale ed ideale, la forza unificante di tutti i pratesi. Le date più significative della città si celebravano nel duomo, dove al culto del Santo Protomartire si aggiunse quello mariano del Sacro Cingolo, custodito dalla chiesa e dal Comune come eredità di tutti”. Ultimo pontefice che ha venerato la reliquia è stato Papa Francesco nel 2015.

## La Madonna della Cintola nell'arte

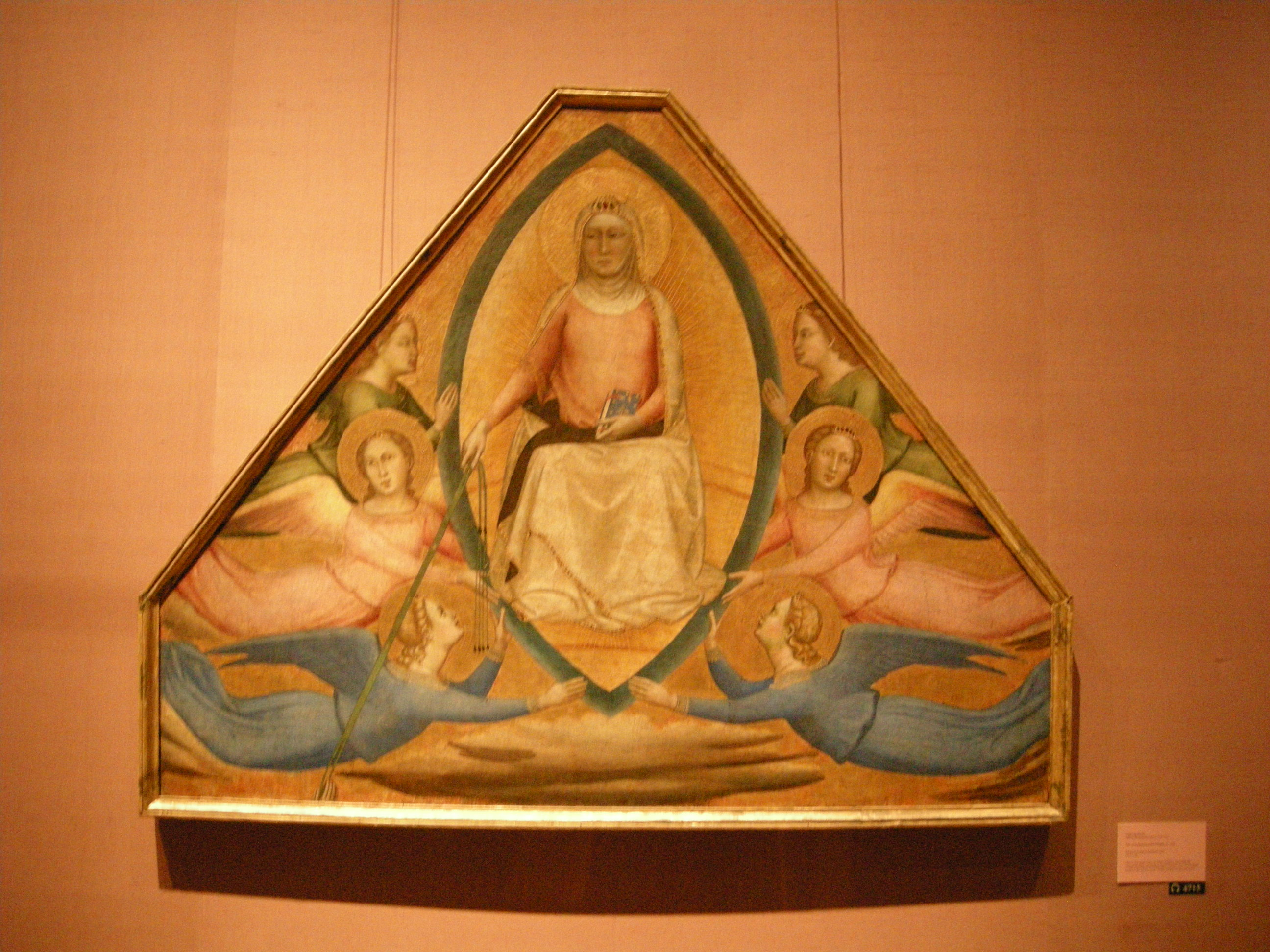
Bernardo Daddi, Madonna della Cintola, New York, Metropolitan Museum of Art (dal duomo di Prato)

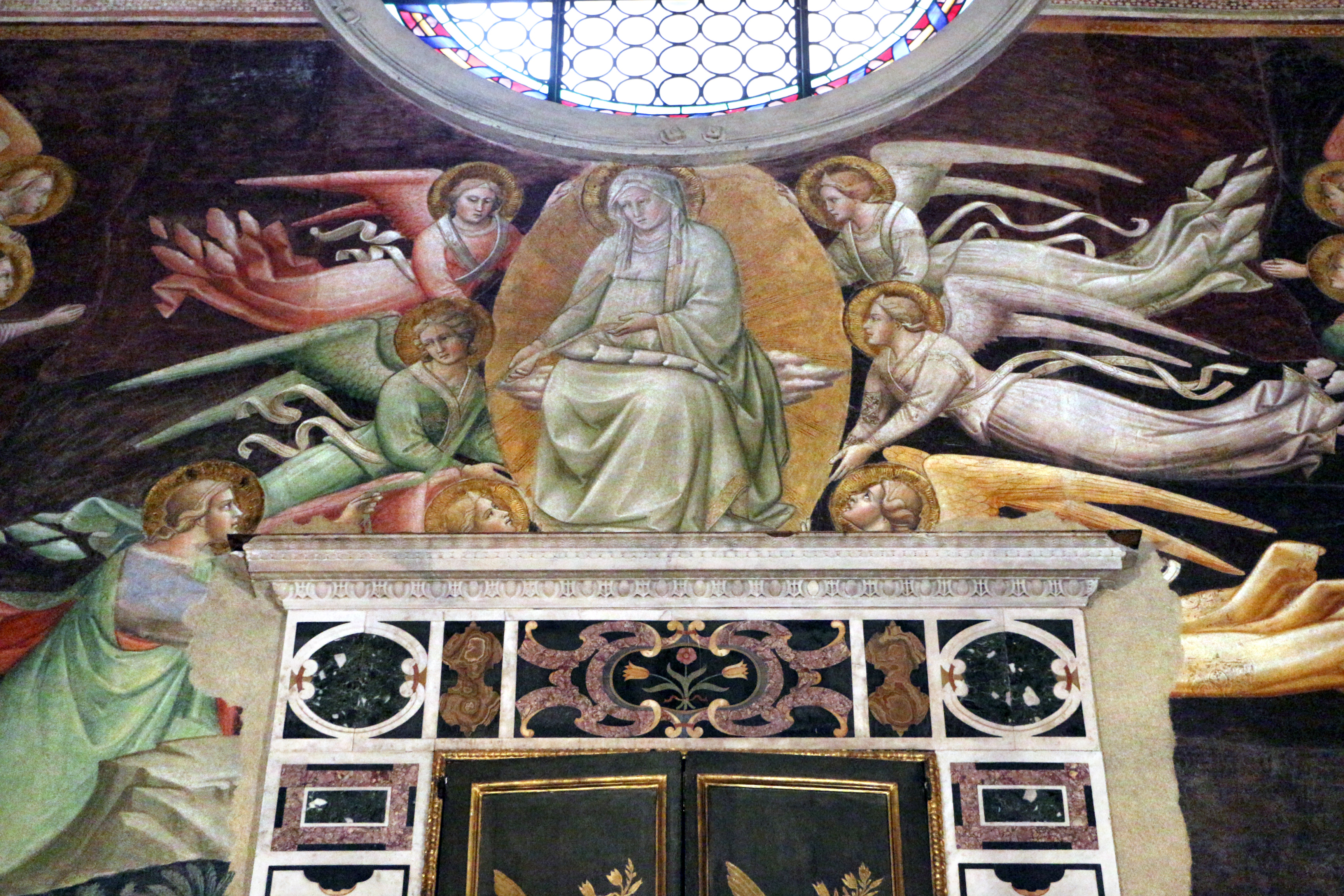
Agnolo Gaddi, Madonna della Cintola, Prato, Duomo, cappella del Sacro Cingolo

La Madonna della Cintola è un soggetto pittorico che mostra la consegna della cintura, da parte di Maria, a san Tommaso durante l'assunzione in cielo. Di solito mostra la Vergine entro una mandorla o entro una gloria di angeli che, sporgendo un braccio, lascia cadere la preziosa reliquia nelle mani dell'apostolo.
La sua prima rappresentazione nota in Toscana, la tavola centrale del polittico di Bernardo Daddi per l’altare principale del duomo di Prato, è riecheggiata a Pisa. Intorno al 1340, in un mosaico eseguito nell’abside sud del transetto della cattedrale, probabilmente dal più noto pittore pisano del tempo, Francesco Traini, l’Assunta è trasportata al cielo da quattro angeli che reggono una mandorla mentre cala a Tommaso (non più visibile) una cintola proprio nel colore verde pallido della reliquia pratese. Pochi anni dopo, nel 1351, Prato venne “acquistata” dai fiorentini. Tuttavia riuscì a mantenere la reliquia. Anzi, sotto il governo di Firenze si registrarono nel giro di un secolo numerose opere di abbellimento della Cappella del Sacro Cingolo, perlopiù affidate a prestigiosi maestri fiorentini, col fine di promuovere il culto della cintola e il pellegrinaggio verso Prato. Nel tardo Trecento un celebre pittore fiorentino, Agnolo Gaddi (1392-1395), figlio e allievo di Taddeo, a sua volta allievo di Giotto, venne incaricato di completare la decorazione della cappella. Illustrando sulle pareti la leggenda “pratese” della reliquia, Gaddi essenzialmente ricalca le scene della menzionata predella di Daddi (Prato, Museo di Palazzo Pretorio). Nella focale scena dell’Assunzione, Gaddi ribadisce il modo di raffigurare l’Assunzione con Maria mentre cala la cintola entro una mandorla sostenuta dagli angeli, come visto sia nella tavola centrale del polittico di Daddi, sia nel coevo mosaico pisano. Nella corrispondente scena della vetrata tardo-duecentesca dell’occhio absidale della cattedrale senese, che racchiude quello che è stato definito il più bel ciclo della morte e assunzione di Maria (attribuito a Duccio di Buoninsegna), ella tiene invece le mani giunte in preghiera. La cintola non compare. Tra la metà e la fine del Trecento, la cintola viene riprodotta in una nuova iconografia mariana, la Madonna del parto, che presto trovò un amplissimo favore presso le donne che desideravano la maternità o la stavano vivendo. In questo caso la cintola sottolineava il grembo di Maria e la straordinaria gestazione in esso dell’Incontenibile.

## Antiche fonti bibliografiche
Le più antiche storie locali sulla cintola di Prato sono l'Historia Cinguli sanctae Mariae de Prato (Firenze, BNC, Magliabechiano XXXVII, 323, ff. 4v-21r), presumibilmente risalente tra il tardo xii e i primi del xiv secolo e pubblicata da Anna Imelde Galletti, Storie della Sacra Cintola (schede per un lavoro da fare a Prato), in Toscana e Terrasanta nel Medioevo. Saggi, a cura di F. Cardini, Firenze 1982, pp. 317–338; un testo trecentesco, del maestro di grammatica pratese Duccio di Amadore, Il cinturale, a cura di C. Grassi, Duccio di Amadore, Il cincturale, Prato 1984 (Biblioteca dell’Archivio storico pratese 8); uno quattrocentesco, di Giuliano Guizzelmi, Historia della cinctola della Vergine Maria: testo quattrocentesco inedito, a cura di C. Grassi, Prato 1990. Sulla figura di Duccio, si veda Robert Black, Education and Society in Florentine Tuscany: Teachers, Pupils and Schools, c. 1250–1500, I, Leida 2007 (Education and Society in the Middle Ages and Renaissance 29), pp. 61–62; su Guizzelmi (1446-1518), avvocato pratese al servizio della Signoria fiorentina, attento alle tradizioni cultuali locali, Robert Maniura, Ex Votos, Art and Pious Performance, in “Oxford Art Journal”, XXXII (2009), 3, pp. 409–425. Si veda anche il recente contributo di Franco Cardini,Identità cittadina, mariodulìa e culto delle reliquie. Il “caso” pratese, in “Honos alit artes”. Studi per il settantesimo compleanno di Mario Ascheri. Vol. II, Gli universi particolari, a cura di P. Maffei, G. M. Varanini, Firenze 2014 (Reti Medievali, E-Book 19), pp. 177–186.

## IlSacro Cingolonel mondo
Molti luoghi si fregiano di possedere la reliquia del Sacro Cingolo della Vergine Maria. Tra questi ci sono:
- la Basilica di Santa Maria di Chalcoprateia a Costantinopoli[22]
- la Chiesa di Santa Maria Soonoro della Chiesa Ortodossa Siriaca in Homs (Siria)[23]
- il Monastero di Trooditissa in Platres nel Distretto di Limassol sui Monti Troodos (Cipro)[24]
- il Santo e Grande Monastero di Vatopedi nella Repubblica del Monte Athos (Grecia)[25]
- la Collegiata di Nostra Signora in Le Puy-Notre-Dame nel Maine e Loira, Loira (Francia)[26]
- la Collegiata in Quintin in Côtes-d'Armor, Bretagna (Francia)[27]
- la Cattedrale di Santa Maria di Tortosa in Terragona, Catalogna, (Spagna)[28]
- l'Abbazia di Bruton nel Somerset/Sud Ovest in Inghilterra (Gran Bretagna)[29]

## Patronati della Madonna della Cintola
La Madonna della Cintola è la patrona del comune di Quarrata (PT) dove viene festeggiata il primo martedì di settembre. I festeggiamenti consistono nella processione, svolta la domenica successiva.